# 神龙 (七龙珠)
神龍是日本漫畫作品《七龍珠》的虛擬角色。當有人湊齊七顆龍珠後喊出「出來吧，神龍！」，神龍就會出現並幫助人們實現愿望。

## 神龍種類

### 神龍
地球上的龍珠召喚出來的神龍，初期一次只能實現一個愿望，許願內容不能重複也不能超過創造者的神力，復活人次數僅限一次，許願後會使龍珠變成石頭飛散至各地，需要一年的時間恢復成龍珠。但在丹丹（デンデ）成為新任天神後，神龍變成一次能實現三個願望，而且許願後恢復原狀的時間也會因為實現的愿望數目產生變化；不過若許下復活複數的人的願望，那麼剩下的願望就只有一個而已。許願的時間有限，召喚神龍時如果未及時許願，神龍將會離開，七龍珠同時也會分散各地。

### 波倫加
納美星的龍珠如果要召喚神龍的話，必須要將地球上召喚神龍的密語用納美克星語講才行，許願時也一樣必須用納美克星語才行，能許的愿望有三個，可以無數次復活人（自然死和病死無法復活），而且初期時一個願望不能復活超過一個人，這個缺點直到魔人布欧篇才解決。納美克星人稱神龍為「波倫加（ポルンガ）」；而且納美克星的七龍珠恢復原狀的時間只需要地球一年的三分之一的時間，大小也比地球的龍珠大很多。「波倫加」的稱呼在納美克星語的意思是「夢想之神」。

### 超級神龍
《七龍珠超》中提到最早的龍珠是由「龙神Zalama」制造出来的超級龙珠，看似与地球的龙珠一样，但其尺寸跟一粒星球一样大，而納美克星人制造龍珠的技術就是從超級龍珠上取得一部分碎片後得來的，召喚超級神龍的必須要用神的语言並尾句喊「丁髷，現在的“ 七龍珠超 ”漫畫中，翻譯成“ 武士頭 ”」（台版尾句喊「行行好」）才行（漫畫版沒有說明），許願時也一樣必須用神的语言才行，超級龙珠能許一個愿望，而且任何愿望都可以实现，之後超級龍珠會散佈於第六宇宙和第七宇宙，並同樣需要一年的時間恢復原狀。因為翻譯問題也稱「神之龍」。

### 西利亞爾行星神龍
《七龍珠超》中在西利亞爾行星裡只需要兩顆迷你龍珠召喚神龍，名為托隆波（トロンボ），可實現一個愿望但力量很弱，與其他龍珠不同的是許完願望就能立即收集繼續召喚而沒有時間限制，與地球一樣可以用一般語言許願但招喚時一樣要用那美克星語。現已被莫奈特以不需要再使用龍珠後封印。

### 究極神龍（動畫原創）
黑色星星的龍珠…那就是究極龍珠！在《七龍珠GT》登場。是上一代的天神與比克大魔王分體前所創造被詛咒的七顆龍珠。究極龍珠比地球上普通的龍珠大上一圈，一直被藏在神殿裡的深處。究極龍珠召喚出來的神龍的體型比地球上的神龍大十倍，力量也比之前的神龍強，可以實現一個超出天神權限的任何願望，而且只要收集齊全就能立即許願而沒有時間限制。但其反作用力也很大，許願後會使究極龍珠散佈到宇宙的各個地方，而且若是在一年內沒有集齊究極龍珠，许下願望的星球就會被毀滅。

### 黑煙龍（動畫原創）
真正的敵人…那就是七龍珠啊！七龍珠本來只能在一百年內使用一次而已。然而，從七龍珠的故事開始到現在，孫悟空他們在短短五十年內反覆地使用七龍珠好幾次，所以七龍珠裡面積累了許多負能量。這個負能量不僅讓七龍珠產生裂痕，而且還打破七龍珠跑出來變成了黑煙龍想要消滅銀河，隨即化成了七條邪惡龍分散到地球的各個地方。每一隻邪惡龍身上的某處，一定都有一顆七龍珠。

## 影響
每次天空出現龍型雲朵時，總是會讓部分人經常聯想到召喚神龍許願。